# Insula Kihnu
Kihnu este o insulă situată în Marea Baltică. Cu o suprafață de 16,4 km2 este cea mai mare din Golful Riga și a șaptea insulă ca întindere din Estonia. Are lungimea de 7 km, lățimea de 3,3 km și altitudinea maximă de 8,9 m. Din punct de vedere administrativ, insula aparține regiunii Pärnu, iar cu o serie de insulițe vecine formează o comună, care la recensământul din 2000 număra 510 locuitori, răspândiți în 4 sate (Lemsi, Linaküla, Rootsiküla și Sääre).
Kihnu este accesibilă cu avionul sau feribotul din Pärnu și pe mare de pe Insula Manilaid. Când marea îngheață, insula este accesibilă auto.

## Cultura
Mănușile ülalistmine și fustele dungate produse aici sunt cunoscute în multe țări, în special în rândul meșteșugarilor și oamenilor de știință. Pe data de 7 noiembrie 2003, UNESCO a inclus spațiul cultural al insulei în Patrimoniul cultural imaterial al umanității. Insulele Kihnu și Manija găzduiesc societăți tradiționale.